# Erschwil
Erschwil är en ort och kommun i distriktet Thierstein i kantonen Solothurn, Schweiz. Kommunen har 960 invånare (2023).